# Shippo no Uta
Singles de Māya Sakamoto
Yubiwa
(2000) Mameshiba
(2000)
Shippo no Uta est le 8e single de Māya Sakamoto sorti sous le label Victor Entertainment le 23 août 2000 au Japon. Il arrive 39e à l'Oricon et reste classé deux semaines pour un total de 10 930 exemplaires vendus durant cette période.
Shippo no Uta a été utilisé comme thème d'ouverture du jeu vidéo Napple Tale. Les trois pistes se trouvent sur la compilation  Single Collection+ Nikopachi.

## Liste des titres
Toute la musique et les arrangements ont été composées par Yōko Kanno.
Toutes les paroles sont écrites par Hiroshi Ichikura.
| 1. | Shippo no Uta (しっぽのうた)         | 2:44 |
| 2. | Midori no Hane (みどりのはね)        | 2:53 |
| 3. | Yoake no Octave (夜明けのオクターブ) | 1:51 |